# Aeropuerto Internacional El Edén
El Aeropuerto Internacional El Edén (IATA: AXM, OACI: SKAR) es el principal terminal aéreo que sirve a la ciudad de Armenia, en el departamento de Quindío, Colombia. Ubicado a 15 kilómetros del centro de la ciudad, se encuentra en el municipio de La Tebaida.

## Descripción
Se encuentra localizado a 13 Km de la ciudad de Armenia, a 2 Km de La Tebaida en el Quindío, los municipios mas cercanos del Valle del Cauca es Caicedonia a 15 Km, Sevilla a 27 Km y Zarzal a 30 Km.  
Fue reconstruido y mejorado después del Terremoto de Armenia, ocurrido el 25 de enero de 1999. Recibe vuelos de las aerolíneas Avianca, LATAM, Wingo, Spirit Airlines, Copa Airlines y la aerolínea de bajo costo colombiana Clic Air. Su pista está en capacidad de recibir aeronaves como: Boeing 737 y Boeing 727, Airbus A318, Airbus A319 y Airbus A320, Embraer 190 y Fokker 100 entre otras. En la actualidad, El Aeropuerto Internacional El Edén que sirve a la ciudad de Armenia (Quindío), es el aeropuerto con la pista de mayor longitud en el eje cafetero y por ende la que lo permite definir como un aeropuerto con un gran futuro en la región, dadas sus posibilidades de expansión. 
El 13 de marzo de 2009 el aeropuerto fue declarado formalmente, por la Aerocivil, Internacional, lo que significa que está habilitado para realizar vuelos internacionales regulares y chárter. La aerolínea Spirit Airlines empezó a operar hacia este terminal desde Fort Lauderdale el 13 de noviembre de 2009.
Por su parte, Tiara Air inicio vuelos el 25 de octubre de 2012, sin embargo, canceló sus operaciones en Armenia poco tiempo después (dadas las dificultades económicas de la empresa).  
En marzo de 2015, la Aerocivil aprobó nuevas rutas aéreas para el Aeropuerto Internacional El Edén de Armenia, con dos aerolíneas: Air Panama y Viva Colombia. La Aerolínea Air Panama inició operaciones el 1 de diciembre de 2015 a Ciudad de Panamá, al Aeropuerto Marcos A. Gelabert, con tres frecuencias semanales operadas con equipo Fokker 100, pero por razones administrativas de la compañía Air Panama, el 1 de febrero de 2018 cesa sus operaciones desde El Edén. Sin embargo el 2 de diciembre de 2021, se dio inicio a los vuelos hacia Ciudad de Panamá con la aerolínea Copa Airlines, presentando a los usuarios del Aeropuerto Internacional El Edén una gran oportunidad de realizar conexiones a través del Hub de las Américas en Panamá (en el Aeropuerto Internacional de Tocumen) hacia más de 60 destinos internacionales.
A mediados del 2021, la aerolínea LATAM anuncio el reinicio de operaciones hacia la ciudad de Bogotá, a partir del 16 de junio en sus equipos Airbus A320.
Por otra parte la aerolínea Viva Colombia obtuvo la autorización para las rutas Medellín-Armenia-Medellín, Cartagena-Armenia-Cartagena, y San Andrés - Armenia - San Andrés. Las cuales iniciaron en el mes de marzo del 2022. En el año 2023, la aerolínea VivaAir cancela todas sus operaciones aéreas dentro y fuera del país. Se espera la llegada de la aerolínea Chilena lowcost JestMart.
Después de la crisis a raíz de la pandemia de COVID-19, el aeropuerto reactivó sus vuelos nacionales e internacionales en septiembre de 2020, lo que ha llevado a la activación de nuevas frecuencias a través de cada una de las aerolíneas que operaban anteriormente, y ha abierto la posibilidad a la llegada de nuevas aerolíneas que, a través del Aeropuerto Internacional El Edén, sirven al Eje Cafetero, Norte del Valle del Cauca, y al Departamento del Tolima, con una amplia posibilidad de destinos tanto nacionales como internacionales; pues gracias a las gestiones de promoción y reactivación del turismo impulsadas por la Alcaldía de Armenia, y la Gobernación del Quindío se espera la llegada de nuevas aerolíneas.

## Aerolíneas y destinos

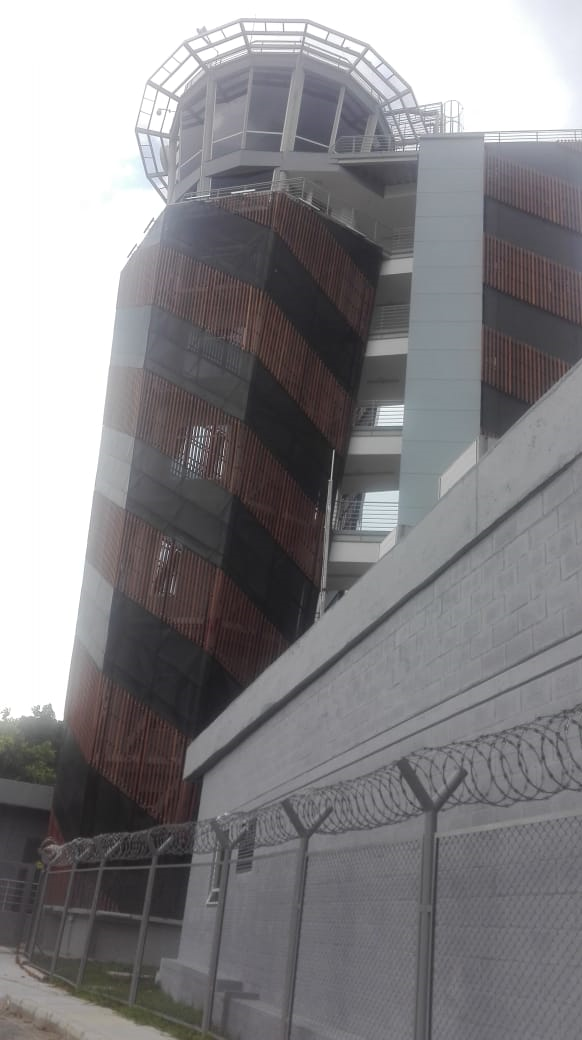
Torre de control, inaugurada en 2020.

En la actualidad, el  Aeropuerto Internacional El Edén cuenta con dos destinos internacionales y cuatro ciudades de destino en Colombia. Estos se encuentran organizados así:

### Pasajeros
| Aerolíneas      | Destinos               | Alianza       |
| --------------- | ---------------------- | ------------- |
| Avianca         | Bogotá, Medellín.      | Star Alliance |
| Avianca Express | Bogotá                 | Star Alliance |
| Clic Air        | Medellín–Olaya Herrera | N/A           |
| LATAM Colombia  | Bogotá                 | N/A           |
| Spirit Airlines | Fort Lauderdale        | N/A           |
| Wingo           | Bogotá                 | N/A           |

### Destinos nacionales
Se brinda servicio a 2 ciudades, dentro del país a cargo de 5 aerolíneas.
| Ciudades                                | Nombre del aeropuerto                       | Aerolíneas                                         | Aeronaves                       |
| Destinos actuales                       | Destinos actuales                           | Destinos actuales                                  | Destinos actuales               |
| --------------------------------------- | ------------------------------------------- | -------------------------------------------------- | ------------------------------- |
| Colombia (2 destinos, 5 aerolíneas)     |                                             |                                                    |                                 |
| Bogotá                                  | Aeropuerto Internacional El Dorado          | Avianca / Avianca Express / LATAM Colombia / Wingo | A320 / A320 / A319, A320 / B738 |
| Medellín                                | Aeropuerto Olaya Herrera                    | Clic Air                                           | AT46                            |
| Medellín                                | Aeropuerto Internacional José María Córdova | Avianca                                            | A320, A20N                      |
| Total: 2 destinos, 1 país, 4 aerolíneas |                                             |                                                    |                                 |

### Destinos internacionales
Se ofrece servicio a 1 destino internacional, a cargo de 1 aerolínea.
| Ciudades por países                     | Nombre del aeropuerto                                 | Aerolíneas      |              |              |
| Norteamérica                            | Norteamérica                                          | Norteamérica    | Norteamérica | Norteamérica |
| --------------------------------------- | ----------------------------------------------------- | --------------- | ------------ | ------------ |
| Estados Unidos (1 destino, 1 aerolínea) |                                                       |                 |              |              |
| Fort Lauderdale                         | Aeropuerto Internacional de Fort Lauderdale-Hollywood | Spirit Airlines |              |              |
| Total: 1 destino, 1 país, 1 aerolínea   |                                                       |                 |              |              |

### Planes de rutas futuras
- JetSMART (A320Neo) (A321Neo)

Desde (Bogotá,Medellin,Cali)

### Aerolíneas que cesaron operación
Aerolíneas Extintas
- Aces: (Bogotá, Medellín, Tulúa) B727 / F27 / DHC-6-300 / ATR-42 / F28
- ADA: (Medellín) JS32
- LANSA: (Bogotá, Cartago)
- SAM Colombia: (Cali, Manizales) Cessna Grand Caravan
- TAO-Taxi Aéreo Opita: (Bogotá) Vickers Viscount
- Tiara Air: (Oranjestad)
- West Caribbean Airways: (Bogotá, Medellín) ATR-42 / Let L-410
- AIRES: (Bogotá, Medellín) Dash 8-Q200 / Dash 8-Q300

Aerolíneas Operativas
- Air Panamá : (Ciudad de Panamá)
- LATAM Colombia: (Medellín)[9]
- Satena: (Bogotá)
- Clic Air: (Bogotá, Cartagena)
- Viva Air: (Medellín Cartagena)